# Enaphalodes atomarius
Enaphalodes atomarius är en skalbaggsart som först beskrevs av Dru Drury 1773.  Enaphalodes atomarius ingår i släktet Enaphalodes, och familjen långhorningar.
Arten förekommer i Kanada, USA, Mexiko och Honduras. Inga underarter finns listade.